# Théorème de Banach-Mazur
Pour les articles homonymes, voir Théorème de Banach.
Le théorème de Banach-Mazur est un résultat d'analyse fonctionnelle. De manière très approximative, il exprime que les espaces vectoriels normés vérifiant des conditions raisonnables du point de vue de l'analyse sont des sous-espaces de l'espace des chemins continus tracés sur la droite réelle. Le théorème porte le nom de Stefan Banach et Stanisław Mazur.

## Énoncé
Pour tout espace compact K, on note C(K) l'espace de Banach des fonctions continues de K dans ℝ, muni de la norme ‖ ‖∞ de la convergence uniforme.
Une isométrie linéaire d'un espace vectoriel normé dans un autre est appelée un plongement.

Tout espace vectoriel normé séparable se plonge dans C(K) pour un certain espace métrique compact K, qui peut même être choisi égal à l'intervalle réel [0, 1].
Autrement dit : un tel espace E s'identifie à un sous-espace vectoriel F de C([0, 1]). Évidemment, si de plus E est de Banach, alors le sous-espace F est fermé.

## Démonstration
- Tout espace vectoriel normé séparable E se plonge dans C(K) pour un certain espace métrique compact K :Notons K l'espace des formes linéaires continues sur E de norme inférieure ou égale à 1, muni de la topologie de la convergence simple. D'après le théorème de Banach-Alaoglu, K est compact (comme fermé du compact [–1, 1]E). Il est de plus métrisable car E est séparable[1]. On plonge linéairement E dans C(K) en associant à tout vecteur x de E l'application continue gx : K → ℝ, f ↦ f(x). D'après le théorème de Hahn-Banach, ‖gx‖∞ = ‖x‖.
- Pour tout espace compact métrisable K, C(K) se plonge dans C(Δ), où Δ désigne l'ensemble de Cantor :On sait[2] qu'il existe une surjection continue ϕ de Δ dans K. On plonge linéairement C(K) dans C(Δ) en associant à toute application g de C(K) l'application composée hg = g∘ϕ. Ces deux applications ont même norme, par surjectivité de ϕ.
- C(Δ) se plonge dans C([0, 1]) :On associe à toute application h de C(Δ) l'unique application de C([0, 1]) qui coïncide avec h sur Δ et qui est affine sur les intervalles du complémentaire [0, 1]\Δ.

## Corollaire
Tout espace métrique séparable est isométrique à une partie de C(Δ), donc de C([0, 1]).
En effet, si X est un tel espace, vu comme partie de ℓ∞(X) via un plongement de Kuratowski, et si D est une partie dénombrable dense de X, alors X est inclus dans un espace vectoriel normé séparable : l'adhérence, dans ℓ∞(X), de l'ensemble des combinaisons linéaires à coefficients rationnels d'éléments de D.

## Remarques
- C([0, 1]) est un espace de Banach universel par rapport aux sous-espaces images dans la classe de tous les espaces de Banach séparables ; c'est précisément le résultat du théorème de Banach-Mazur.

Il existe d'autres espaces de Banach séparables universels par rapport aux sous-espaces images : on peut montrer que tout espace de Banach séparable est isométriquement isomorphe à un espace quotient de l'espace des suites ℓ1.
- Aleksander Pełczyński a montré en 1962, que les propositions suivantes sur les espaces de Banach séparables E étaient équivalentes :

1. E est un espace de Banach séparable universel par rapport aux sous-espaces images ;
2. C(Δ) se plonge dans E ;
3. C([0, 1]) se plonge dans E ;
4. Il existe des éléments {\displaystyle x_{n,k}\in E} pour {\displaystyle n\in \mathbb {N} } et {\displaystyle k=0,1,\ldots 2^{n}-1}, tels que {\displaystyle x_{n,k}\,=\,x_{n+1,2k}+x_{n+1,2k+1}} et {\displaystyle \left\|\sum _{k=0}^{2^{n}-1}t_{k}x_{n,k}\right\|=\max _{k=0,\ldots 2^{n}-1}|t_{k}|} pour tous les réels {\displaystyle t_{k}}.

- Le corollaire s'étend[4] : si α est un cardinal non dénombrable, tout espace métrique de densité α est isométrique à une partie de C([0, 1]α).